# Distrès
En psicologia i medicina, distrès (o estrès negatiu) és un estat d'aversió en què una persona és incapaç d'adaptar-se completament a situacions difícils i els seus efectes resultants, i mostra comportaments de maladaptació. Pot ser evident en presència de fenòmens diversos, com ara una interacció social inadequada (provocant, per exemple, agressivitat, passivitat o retirada).
L'angoixa és el contrari d'euestrès, una emoció positiva que motiva les persones.